# ENAD Polis Chrysochou
O ENAD Polis Chrysochou FC é um clube de futebol cipriota de Pafos, Chipre. A equipe compete no Campeonato Cipriota de Futebol .

## História
O clube foi fundado em 1994.